# Aberlemnia
Aberlemnia é um gênero extinto de vegetais do Devoniano Inferior (cerca de 420 à 390 milhões de anos atrás) que era consistido por caules sem folhas com órgãos terminais formadores de esporos (esporângios). Os espécimes fossilizados encontrados na Escócia foram inicialmente descritos como Cooksonia caledonica.  Uma revisão posterior, que incluiu fósseis novos e mais completos encontrados no Brasil, concluiu que os espécimes não se enquadravam na circunscrição do gênero Cooksonia, consequentemente, o gênero Aberlemnia foi proposto.

## Filogenia
Gonez e Gerrienne consideram que Cooksonia é o gênero mais basal das licófitas, enquanto o gênero Aberlemnia se divergiu posteriormente e é mais derivado. Consistente com esta posição, o gênero possui uma combinação de características herdadas ou plesiomorfias, como ramificação dicotômica e esporângios terminais, com características mais avançadas, como esporângios bivalves, que são característicos das licófitas. Um estudo cladístico no qual incluíram as duas espécies mais bem caracterizadas de Cooksonia, que são Cooksonia paranensis e Cooksonia pertonii, juntamente com Aberlemnia caledonica (ainda chamada de Cooksonia caledonica) produziu o seguinte cladograma:

|  | Cooksonia paranensis |
|  |                      |
|  | Cooksonia pertonii   |
|  |                      |

|                | Renalia                                                               |
|                |                                                                       |
|                | Aberlemnia caledonica                                                 |
|                |                                                                       |
| lycopodiophyta | \| \| zosterophyllopsida \| \| \| \| \| \| lycopodiopsida \| \| \| \| |
|                | \| \| zosterophyllopsida \| \| \| \| \| \| lycopodiopsida \| \| \| \| |
|                | zosterophyllopsida                                                    |
|                |                                                                       |
|                | lycopodiopsida                                                        |
|                |                                                                       |

|  | zosterophyllopsida |
|  |                    |
|  | lycopodiopsida     |
|  |                    |

|                | Renalia                                                               |
|                |                                                                       |
|                | Aberlemnia caledonica                                                 |
|                |                                                                       |
| lycopodiophyta | \| \| zosterophyllopsida \| \| \| \| \| \| lycopodiopsida \| \| \| \| |
|                | \| \| zosterophyllopsida \| \| \| \| \| \| lycopodiopsida \| \| \| \| |
|                | zosterophyllopsida                                                    |
|                |                                                                       |
|                | lycopodiopsida                                                        |
|                |                                                                       |

|  | zosterophyllopsida |
|  |                    |
|  | lycopodiopsida     |
|  |                    |

|  | Cooksonia paranensis |
|  |                      |
|  | Cooksonia pertonii   |
|  |                      |

|                | Renalia                                                               |
|                |                                                                       |
|                | Aberlemnia caledonica                                                 |
|                |                                                                       |
| lycopodiophyta | \| \| zosterophyllopsida \| \| \| \| \| \| lycopodiopsida \| \| \| \| |
|                | \| \| zosterophyllopsida \| \| \| \| \| \| lycopodiopsida \| \| \| \| |
|                | zosterophyllopsida                                                    |
|                |                                                                       |
|                | lycopodiopsida                                                        |
|                |                                                                       |

|  | zosterophyllopsida |
|  |                    |
|  | lycopodiopsida     |
|  |                    |

|                | Renalia                                                               |
|                |                                                                       |
|                | Aberlemnia caledonica                                                 |
|                |                                                                       |
| lycopodiophyta | \| \| zosterophyllopsida \| \| \| \| \| \| lycopodiopsida \| \| \| \| |
|                | \| \| zosterophyllopsida \| \| \| \| \| \| lycopodiopsida \| \| \| \| |
|                | zosterophyllopsida                                                    |
|                |                                                                       |
|                | lycopodiopsida                                                        |
|                |                                                                       |

|  | zosterophyllopsida |
|  |                    |
|  | lycopodiopsida     |
|  |                    |

## Taxonomia
Os espécimes foram atribuídos pela primeira vez a Cooksonia caledonica por Edwards em 1970. De acordo com uma revisão do gênero Cooksonia por Gonez e Gerrienne, o esporângio da espécie-tipo (Cooksonia pertoni) é formado por um alargamento da extremidade de um caule. Na maturidade, o esporângio era coberto por um disco achatado (um opérculo) e liberava seus esporos quando este se rompia. Os esporângios de Cooksonia caledonica são bem diferentes. Nenhum gênero existente foi considerado para cobrir a morfologia precisa desta planta, de modo que o gênero Aberlemnia foi proposto. O nome é baseado no local onde foram encontrados os primeiros fósseis, em Aberlemno, na Escócia.
Em 2013, Hao and Xue classificaram Aberlemnia dentro do clado Rhyniophyta, no subgrupo que eles chamaram de renalioids (em inglês), junto com os gêneros Renalia e Hsua.

## Descrição
Os fósseis que fizeram o gênero ser descrito pela primeira vez foram encontrados na pedreira de Aberlemno, na Escócia. Outros fósseis que foram atribuídos a espécie Aberlemnia caledonica foram encontrados no País de Gales, no Brasil e possivelmente na Bolívia. Os espécimes eram consistidos de  caules lisos e sem folhas (eixos) de até 1,4 milímetros de largura, diminuindo em largura a cada ramificação. Os espécimes ramificavam-se até cinco vezes, em ângulos entre 25 e 55°, principalmente de forma dicotômica, embora os espécimes encontrados no Brasil apresentassem algumas tricotomias. Órgãos formadores de esporos ou esporângios nasciam nas extremidades dos caules. Os esporângios individuais variavam em forma. Os menores tinham contorno mais ou menos circular, os maiores tinham formato de rim (reniformes), de 2 milímetros de altura e 3 milímetros de largura. A diferença na forma é interpretada como sendo devida ao crescimento e maturação. Para liberar seus esporos, os esporângios se dividiam em duas válvulas ao longo da borda oposta à haste na qual estavam fixados (ou seja, distalmente).